# Giro di Campania
Il Giro di Campania è stata una corsa in linea (56 edizioni) e una corsa a tappe (7 edizioni) maschile di ciclismo su strada, che si svolse in Campania, dal 1911 al 2001.

## Storia
Venne organizzato per la prima volta nel 1911, per volontà di alcuni giornalisti de Il Mattino; la corsa però fu molto travagliata, causa anche le pessime condizioni delle strade campane e sino al 1931 non ebbe una cadenza annuale, anzi, fino a quella data solo sette furono le edizioni disputate, e tutte quante come corsa a tappe.
Nel 1931 si trasformò da gara a tappe a corsa in linea e la sua fortuna aumentò, grazie anche al lavoro di promozione e di rilancio operata da Gino Palumbo, che la fece diventare una delle classiche del panorama ciclistico italiano. Il 28 marzo 1973, durante la quarantunesima edizione, la manifestazione venne interrotta a causa di un blocco stradale. Nel 1977 la gara fu anche valida come Campionato Italiano. Durante gli anni novanta la corsa ebbe problemi economici ed organizzativi che ne intaccarono il prestigio tanto da non farla disputare per diversi anni; nel 2000 e nel 2001 venne riproposta nel calendario, ma poi fu nuovamente soppressa.

## Percorso
Quello della classica campana era un percorso duro e selettivo, che raramente consentì l'arrivo a ranghi compatti, poiché presentava i suoi punti salienti nelle probanti salite intorno a Napoli (quella del Vesuvio su tutte) e negli strappi della costiera amalfitana.

## Albo d'oro
Aggiornato all'edizione 2001. In corsivo l'edizione non ufficiale.
| Anno      | Vincitore           | Secondo                  | Terzo                |
| --------- | ------------------- | ------------------------ | -------------------- |
| 1911      | Emanuele Garda      | Angelo Gremo             | Mario Bonalanza      |
| 1912      | Gino Brizzi         | Umberto Zoffoli          | Alfredo Jacobini     |
| 1913      | Giuseppe Pifferi    | Ezio Cortesia            | Umberto Romano       |
| 1914-1920 | non disputato       | non disputato            | non disputato        |
| 1921      | Angelo Gremo        | Giuseppe Santhià         | Gioacchino Tatta     |
| 1922      | Vitaliano Lugli     | Angiolo Marchi           | Antonio Tecchio      |
| 1923-1925 | non disputato       | non disputato            | non disputato        |
| 1926      | Leonida Frascarelli | Battista Giuntelli       | Raffaele Perna       |
| 1927      | Alberto Temponi     | Colombo Neri             | Settimo Innocenti    |
| 1928      | non disputato       | non disputato            | non disputato        |
| 1929      | Leonida Frascarelli | Felice Gremo             | Raffaele Di Paco     |
| 1930      | non disputato       | non disputato            | non disputato        |
| 1931      | Luigi Barral        | Francesco Camusso        | Enrico Eboli         |
| 1932      | Learco Guerra       | Alfredo Binda            | Michele Mara         |
| 1933      | non disputato       | non disputato            | non disputato        |
| 1934      | Learco Guerra       | Mario Cipriani           | Joseph Soffietti     |
| 1935      | Learco Guerra       | Giuseppe Olmo            | Giuseppe Martano     |
| 1936-1937 | non disputato       | non disputato            | non disputato        |
| 1938      | Giuseppe Olmo       | Vasco Bergamaschi        | Learco Guerra        |
| 1939      | Cino Cinelli        | Gino Bartali             | Pietro Rimoldi       |
| 1940      | Gino Bartali        | Pietro Rimoldi           | Osvaldo Bailo        |
| 1941      | Olimpio Bizzi       | Mario De Benedetti       | Osvaldo Bailo        |
| 1942      | Pierino Favalli     | Antonio Bevilacqua       | Vasco Bergamaschi    |
| 1943-1944 | non disputato       | non disputato            | non disputato        |
| 1945      | Gino Bartali        | Primo Volpi              | Quirino Toccacelli   |
| 1946-1947 | non disputato       | non disputato            | non disputato        |
| 1948      | Luciano Maggini     | Vito Ortelli             | Severino Canavesi    |
| 1949      | non disputato       | non disputato            | non disputato        |
| 1950      | Luciano Ciancola    | Enrico Pizzingrilli      | Arcangelo Bove       |
| 1951      | non disputato       | non disputato            | non disputato        |
| 1952      | Giuseppe Minardi    | Nino Defilippis          | Luciano Frosini      |
| 1953      | Adolfo Grosso       | Loretto Petrucci         | Fiorenzo Magni       |
| 1954      | Fausto Coppi        | Michele Gismondi         | Bernard Gauthier     |
| 1955      | Fausto Coppi        | Fiorenzo Magni           | Giancarlo Astrua     |
| 1956      | Angelo Conterno     | Giancarlo Astrua         | Gastone Nencini      |
| 1957      | Giorgio Albani      | Michele Gismondi         | Gastone Nencini      |
| 1958      | Alfredo Sabbadin    | Nello Fabbri             | Guido Carlesi        |
| 1959      | Rino Benedetti      | Bruno Monti              | Pierino Baffi        |
| 1960      | Dino Liviero        | Gastone Nencini          | Pierino Baffi        |
| 1961      | Livio Trapè         | Noè Conti                | Pierino Baffi        |
| 1962      | Silvano Ciampi      | Joseph Hoevenaers        | Vincenzo Meco        |
| 1963      | Adriano Durante     | Pierino Baffi            | Vittorio Casati      |
| 1964      | Vito Taccone        | Italo Zilioli            | Michele Dancelli     |
| 1965      | Michele Dancelli    | Roberto Poggiali         | Gianni Motta         |
| 1966      | Guido De Rosso      | Jacques Anquetil         | Luciano Sambi        |
| 1967      | Dino Zandegù        | Vittorio Adorni          | Rudi Altig           |
| 1968      | Italo Zilioli       | Franco Bitossi           | Ugo Colombo          |
| 1969      | Marino Basso        | Flaviano Vicentini       | Wladimiro Panizza    |
| 1970      | Franco Bitossi      | Gianfranco Bianchin      | Giancarlo Polidori   |
| 1971      | Claudio Michelotto  | Patrick Sercu            | Marino Basso         |
| 1972      | Franco Bitossi      | Italo Zilioli            | Marcello Bergamo     |
| 1973      | annullato           | annullato                | annullato            |
| 1974      | Marcello Bergamo    | Wladimiro Panizza        | Enrico Paolini       |
| 1975      | Giancarlo Bellini   | Wladimiro Panizza        | Costantino Conti     |
| 1976      | Rik Van Linden      | Marino Basso             | Roger De Vlaeminck   |
| 1977      | Enrico Paolini      | Marcello Bergamo         | Francesco Moser      |
| 1978      | Giuseppe Saronni    | Wladimiro Panizza        | Vittorio Algeri      |
| 1979      | Piermattia Gavazzi  | Giuseppe Saronni         | Francesco Moser      |
| 1980      | Giuseppe Saronni    | Pierino Gavazzi          | Silvano Contini      |
| 1981      | Leonardo Mazzantini | Giovanni Mantovani       | Francesco Moser      |
| 1982      | Francesco Moser     | Vittorio Algeri          | Wladimiro Panizza    |
| 1983      | Francesco Moser     | Gianbattista Baronchelli | Mario Noris          |
| 1984      | Roger De Vlaeminck  | Dag-Erik Pedersen        | Jürg Bruggmann       |
| 1985      | Daniele Caroli      | Moreno Argentin          | Silvestro Milani     |
| 1986      | Rolf Gölz           | Roberto Visentini        | Pierino Gavazzi      |
| 1987      | Giuseppe Petito     | Maurizio Rossi           | Alessandro Paganessi |
| 1988      | Adriano Baffi       | Angelo Canzonieri        | Maurizio Fondriest   |
| 1989      | Luciano Rabottini   | Franco Ballerini         | Alberto Volpi        |
| 1990      | Franco Ballerini    | Stefano Colagè           | Antonio Fanelli      |
| 1991      | Dario Nicoletti     | Danilo Gioia             | Dario Mariuzzo       |
| 1992      | Davide Cassani      | Franco Ballerini         | Maurizio Fondriest   |
| 1993      | Stefano Della Santa | Leonardo Sierra          | Andrej Čmil          |
| 1994-99   | non disputato       | non disputato            | non disputato        |
| 2000      | Dario Frigo         | Oscar Cavagnis           | Rodolfo Massi        |
| 2001      | Dmitrij Konyšev     | Biagio Conte             | Alberto Ongarato     |